# Saldus (novads 2009–2021)
Saldus (łot.: Saldus novads) – jeden z łotewskich novadsów, funkcjonujący w latach 2009–2021.

## Historia
Novads powstało na terenach należących przed 2009 do rejonu Saldus.
W skład novadsu wchodziło miasto Saldus oraz 15 pagastów: Ezere, Jaunauce, Jaunlutriņi, Kursīši, Lutriņi, Nīgrande, Novadnieki, Pampāļi, Ruba, Saldus, Šķēde, Vadakste, Zaņa, Zirņi i Zvārde. Jego stolicą zostało miasto Saldus.
Zlikwidowany w ramach reformy administracyjnej 30 czerwca 2021. Wszedł w całości w skład nowego, większego novadsu Saldus.